# Lechneralm
Die Lechneralm ist eine Alm in den Bayerischen Voralpen. Sie liegt im Gemeindegebiet von Brannenburg.
Das Almgebiet befindet sich in einem Kessel östlich unterhalb der Hochsalwand. Von der Alm gelangt man über einen Steig zur Rampoldplatte.